# Cryptopimpla kerzhneri
Cryptopimpla kerzhneri är en stekelart som beskrevs av Kuslitzky 2007. Cryptopimpla kerzhneri ingår i släktet Cryptopimpla och familjen brokparasitsteklar. Inga underarter finns listade i Catalogue of Life.